# 慕容倭奴
慕容倭奴（?—?），昌黎棘城（今辽宁省义县西北）人，后燕宗室。
395年十一月初九参合陂之战。太子慕容宝等人都是单人匹马逃出，得以幸免。北魏军队杀死了后燕右仆射陈留悼王慕容绍，活捉了鲁阳王慕容倭奴、桂林王慕容道成、济阴公尹国、北地王世子钟葵、安定王世子羊儿以下文武将吏几千人，缴获的兵刃、衣甲、粮草、辎重等是以万计算。